# Klauserkopf
Der Klauserkopf ist ein 384 Meter hoher Berg im Stumpfwald, dem nördlichen Teil des Pfälzerwaldes, 2 km nordwestlich von Ramsen im Donnersbergkreis in Rheinland-Pfalz. Zu seinem südwestlichen Fuß liegt der Clauserhof.

## Geographische Lage
Der Klauserkopf ist vollständig bewaldet. Die Landesstraße 396 führt in Sichtweite des Gipfelbereiches vorbei.

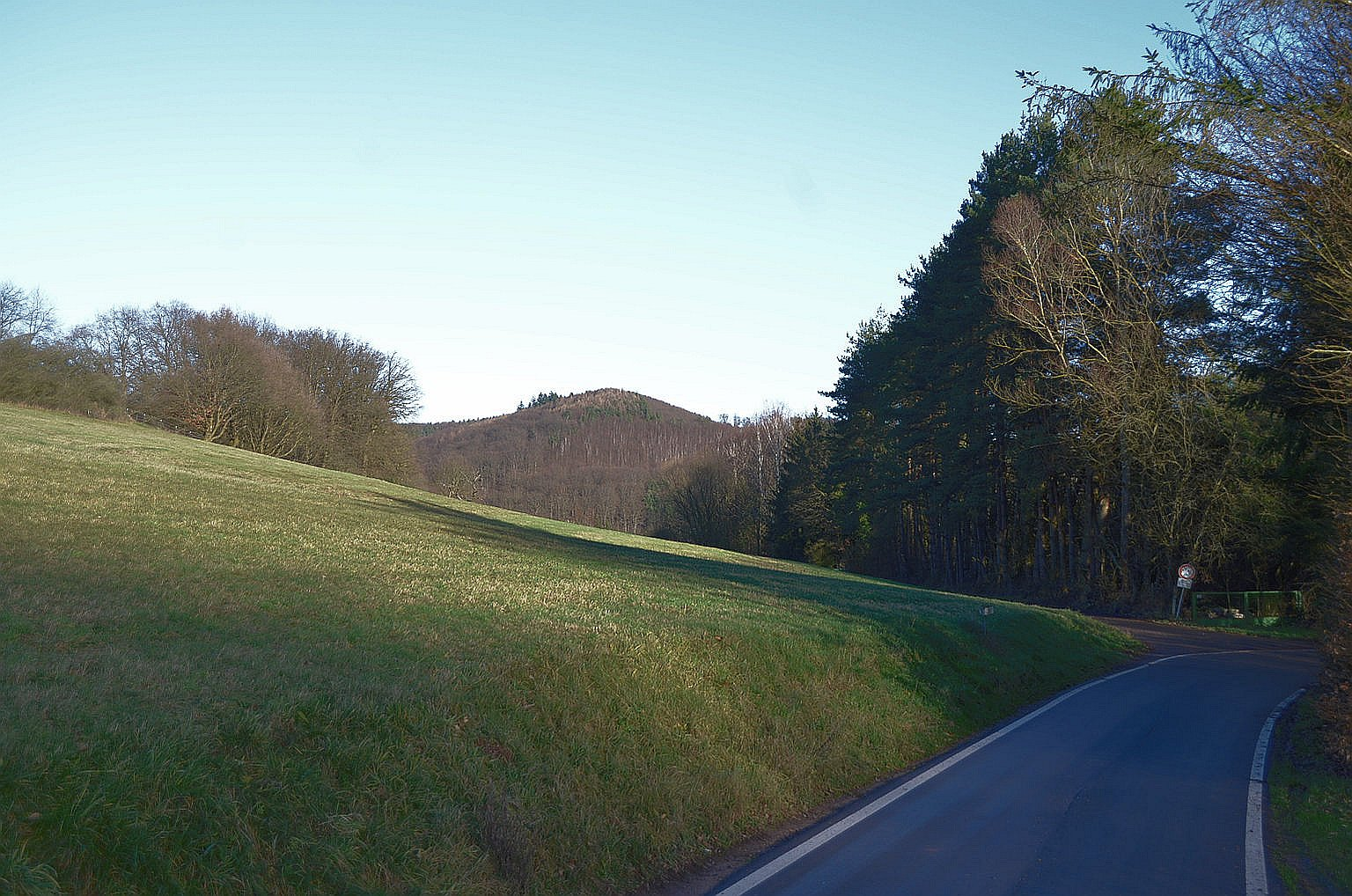
Klauserkopf, gesehen vom östlichen Ortsausgang Ripperterhof
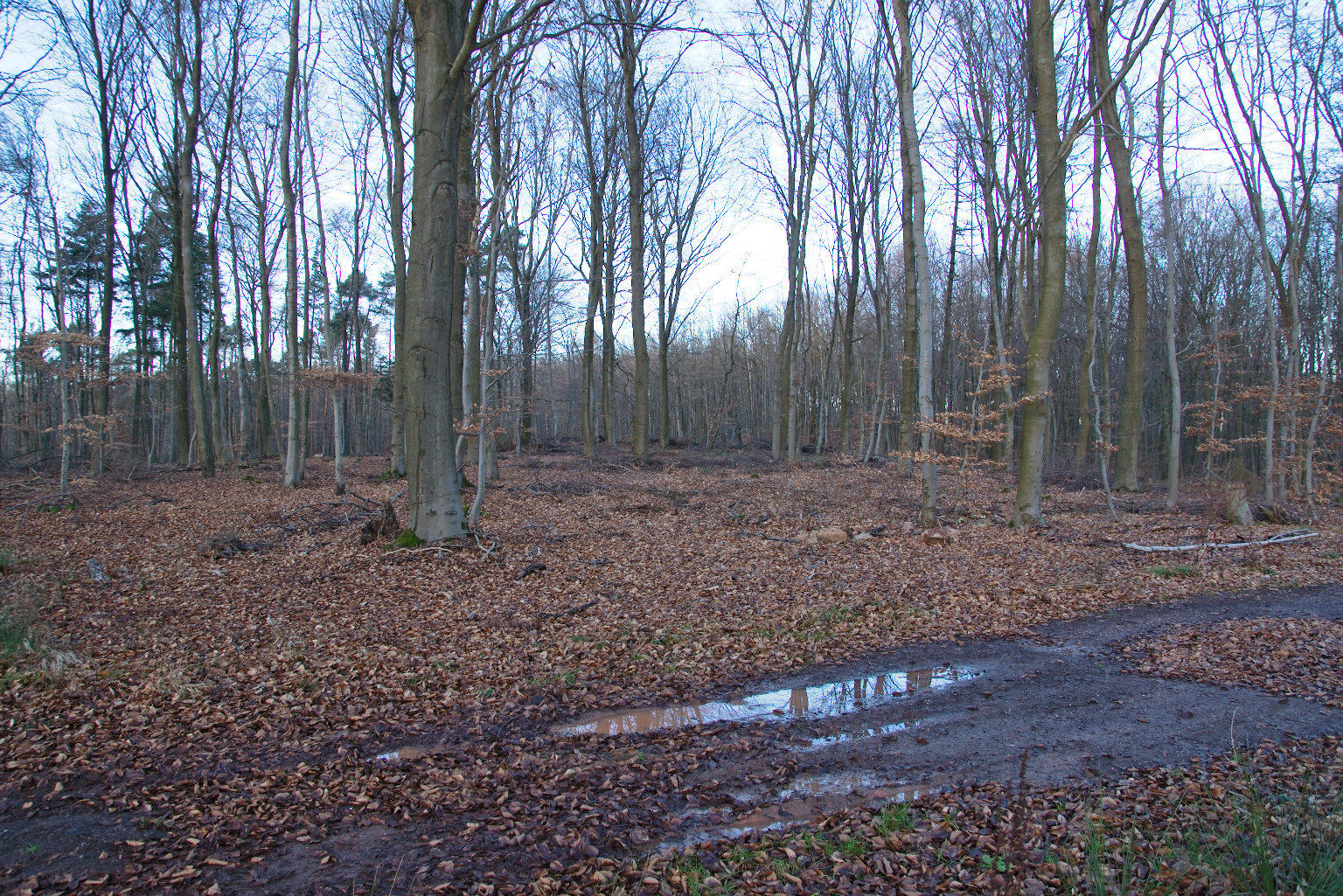
Bewaldeter Gipfel Klauserkopf

## Tourismus
Nördlich, westlich und südlich wird der Berg von einem Wanderweg, der mit einem gelben Balken gekennzeichnet ist, umrundet.